# Eveline van Velsen
Eveline Velsen is een voormalige Nederlandse presentator en omroepster.
Van 1968-1970 was ze omroepster bij de KRO en van 1970-1976 was ze ze bij die omroep een van de presentatoren van het programma Klassewerk.
In 1976 stapte ze over naar de AVRO en presenteerde daar onder meer het consumenten-serviceprogramma AVRO's Driemaal twintig en het rechtbankprogramma Het komt voor. Daarnaast was ze van 1978 tot 1983 regelmatig panellid in het programma Wie van de drie.